# Município de Union (condado de Auglaize, Ohio)
O município de Union (em inglês: Union Township) é um município localizado no condado de Auglaize no estado estadounidense de Ohio. No ano de 2010 tinha uma população de 1.902 habitantes e uma densidade populacional de 20,47 pessoas por km².

## Geografia
O município de Union encontra-se localizado nas coordenadas 40° 36′ 01″ N, 84° 03′ 03″ O. Segundo a Departamento do Censo dos Estados Unidos, o município tem uma superfície total de 92.94 km², da qual 92,92 km² correspondem a terra firme e (0,02 %) 0,02 km² é água.

## Demografia
Segundo o censo de 2010, tinha 1.902 habitantes residindo no município de Union. A densidade populacional era de 20,47 hab./km². Dos 1.902 habitantes, o município de Union estava composto pelo 98,63 % brancos, o 0,16 % eram afroamericanos, o 0,11 % eram amerindios, o 0,11 % eram asiáticos, o 0,42 % eram de outras raças e o 0,58 % eram de uma mistura de raças. Do total da população o 1,05 % eram hispanos ou latinos de qualquer raça.